# 改造町人 零
《改造町人 零》是1997年清版动作游戏，通过超级任天堂卫星接收外设Satellaview下载游玩。游戏由Masaya开发，日本电脑系统发行。这是改造町人系列的第四换游戏暨最后一款游戏。这是系列首款超级任天堂游戏，系列前作都对应PC-Engine平台。2017年，接手Masaya的extreme公司发行了实体卡带版，可在超级任天堂及官方兼容机上游戏玩。